# Synema pauciaculeis
Synema pauciaculeis es una especie de araña cangrejo del género Synema, familia Thomisidae, orden Araneae.

## Distribución
Esta especie se encuentra en África Oriental.

## Taxonomía
Fue descrita por Caporiacco en 1947.
Tratamiento taxonómico
La especie aparece registrada y publicada en Arachnida Africae Orientalis, a dominibus Kittenberger, Kovács et Bornemisza lecta, in Museo Nationali Hungarico servata. Annales Historico–Naturales Musei Nationalis Hungarici 40: 97–257.